# Stadio Spartak (Mahilëŭ)
Lo stadio Spartak  (in bielorusso Стадыён Спартак?, Stadyën Spartak; in russo Стадион Спартак?, Stadion Spartak) è uno stadio multiuso situato a Mahilëŭ, in Bielorussia. Ospita le partite casalinghe del Dnjapro Mahilëŭ in Vyšėjšaja Liha, massima serie del campionato di calcio bielorusso. Ha una capienza di 7 990 posti ed è stato inaugurato nel 1956.

## Storia
Lo stadio ha aperto le sue porte nel maggio del 1956. Nel 1983 ha subito la prima ristrutturazione, che ha portato all'installazione di un nuovo tabellone, costruzione di nuovi spogliatoi, di una sala stampa, e aumento il numero di posti, che ha raggiunto le 12.000 unità.
Nel 1999 è iniziato un nuovo progetto di ristrutturazione. La prima fase si è conclusa nel 2001. Questa includeva una profonda revisione di tutte e quattro le tribune laterali e l'installazione di seggiolini. Sono state anche rinnovate la palestra ed il campo di atletica. La seconda fase della ricostruzione è stata completata nel mese di ottobre 2007. Allo Spartak Stadium si sono aggiunti un campo dal calcetto in erba sintetica e due campi da beach volley con tribune in grado di ospitare 200 persone.
Nella terza fase, iniziata nel 2008 e terminata a metà del 2009, lo stadio ha subito enormi cambiamenti. È stato dotato di un nuovo sistema di drenaggio sul campo di gioco, oltre ad un impianto di irrigazione automatico e di riscaldamento. Nella tribuna sud è stato installato uno schermo LED da 54 m². Le aree dedicate al getto del peso, salto in lungo, corsa ed altri settori sono coperti con un rivestimento sintetico.
Inoltre, all'interno dell'edificio sono stati aggiunti una camera per i giudici ed una sala per il controllo anti-doping. Nella zona dedicata alla stampa, sono state installate 10 stanze per i telecronisti, oltre un VIP-lounge. Lo stadio è stato anche dotato di un sistema di videosorveglianza.